# Lola Mansour
Lola Mansour, née le 2 décembre 1993 à Bruxelles, est judokate professionnelle belge, médaillée d'or aux JO de la Jeunesse à Singapour (2010) et aux Championnats d'Europe junior (2012). Elle est championne de Belgique dans sa catégorie (2012, 2014) en plus de podiums internationaux entre 2009 et 2018. Lola publie son premier roman Ceinture blanche en 2018 à la suite d'un accident qui interrompt sa carrière. Militante féministe, ambassadrice de Give and Take et cofondatrice du mouvement #BalanceTonSport, elle vise l'épanouissement des femmes au service d'une société plus inclusive et égalitaire.

## Carrière en judo
Lola commence son entraînement de judo à cinq ans et demi au Judo Club Ganshoren. Elle remporte de nombreuses médailles dans les tournois juniors, notamment la médaille d'or aux Jeux olympiques de la jeunesse 2010 et au Championnat d'Europe des moins de 20 ans en 2012. Elle devient championne de Belgique de sa catégorie en 2012 et 2014, puis participe à plusieurs grands tournois internationaux en remportant sa première médaille à Tunis en janvier 2015. 
Le 21 février 2018, Lola subit une grave commotion cérébrale à la veille du Grand Chelem de Düsseldorf alors qu'elle s'entraîne pour les Jeux olympiques d'été de 2020 - une blessure qui entraîne une interruption complète de ses activités sportives et l'empêche de concourir pendant les trois années et demie suivantes. Sa récupération athlétique n'est pas facile, mais Lola parvient à s'assurer le support de professionnels qui l'accompagnent dans sa rééducation. 
Grâce au soutien de la Faculté des Sciences de la motricité à l'Université Libre de Bruxelles, de Jean-François Lenvain à travers son projet Give and Take, du programme MentorYou coordonné par le Think & do tank européen Pour la Solidarité-PLS, et de son entraîneuse Ilse Heylen, médaillée olympique aux Jeux olympiques d’été de 2004 à Athènes, Lola revient sur le tatami. Après deux ans de rééducation et trois ans et demi sans compétition majeure, elle remporte le bronze aux championnats de Belgique à Herstal le 11 novembre 2021.
Pendant la période d'inactivité sportive, Lola a l'occasion d'explorer d'autres intérêts : elle reprend plus sérieusement son hobby d'écriture et se fait de plus en plus entendre sur le sexisme et l'invisibilisation des femmes dans le sport de haut niveau.

## Écriture et militantisme
Lola écrit depuis ses 17 ans. Ce qui n'est au départ qu'un loisir ponctuel, qui se combine parfaitement avec le rythme effréné qu'exige le sport de haut niveau, se transforme finalement en une activité plus sérieuse qui conduit Lola à finaliser son premier roman intitulé Ceinture blanche, qui raconte le parcours d'une jeune fille pour devenir une championne.
Avec cet ouvrage, Lola participe au concours d'écriture de la Fondation Laure Nobels et reçoit le prix Jeune Public Brabant Wallon le 7 octobre 2018 au Château de La Hulpe. Ceinture blanche est publié la même année par Ker Éditions. La rencontre avec la Fondation Laure Nobels, fondée par les parents de l'écrivaine Laure Nobels, victime de féminicide à l'âge à 16 ans, marque les esprits de Lola.
Le 22 décembre 2018, Lola participe à sa première action militante pour les droits des femmes via la Fondation : Noël sans elles, un hommage aux victimes de féminicides. Plus tard dans l'année, en réaction à un viol collectif perpétré dans l’espace public à Bruxelles, Lola et plusieurs de ses amies devenues alliées participent au principal événement sportif de la capitale belge, les 20 km de Bruxelles, pour délivrer un message fort : "A woman, not a target" (« Une femme, pas une cible »).
Lors de cet événement, Lola rencontre Jean-François Lenvain, ancien responsable de la cellule sociale et pédagogique du Royal Sporting Club Anderlecht, initiateur des projets Tous à bord et Give and Take qui soutiennent les athlètes. L'ancien ultramarathonien aide non seulement Lola à diffuser son message mais lui propose également de l'accompagner dans sa reprise sportive en mobilisant son réseau et sa communauté de sportif.ve.s.
À l'occasion de la Journée internationale de la femme, le 8 mars 2021, Lola lance avec sa collègue judoka et militante Charline Van Snick le mouvement #BalanceTonSport, qui s’inscrit dans la continuité de #BalanceTonPorc, pour dénoncer les comportements sexistes dans le sport,. #BalanceTonSport est un collectif de sportives (professionnelles et amatrices) qui luttent contre toutes les formes de discrimination et de violence sexiste, avec une question clé : « Le sport aurait-il été créé par les hommes pour les hommes ? ».

## Palmarès
- Médaille d’or au tournoi européen juniors de Tampere 2009.
- Médaille d’argent aux Championnats du Monde Cadets de Budapest 2009.
- Médaille d’or aux Jeux olympiques de la jeunesse d’été de Singapour 2010.
- Médaille de bronze au tournoi de France juniors de Paris 2011.
- Médaille d’or aux Championnats d’Europe Juniors de Poreč 2012.
- Médaille de bronze au tournoi européen U23 de Prague 2012.
- Médaille de bronze au tournoi World Cup de Tunis 2015.
- Médaille de bronze au tournoi World Cup d'Oberwart 2015.
- Médaille de bronze au tournoi World Cup de Casablanca 2015.
- Médaille de bronze au tournoi World Cup de Tunis 2016.
- Médaille de bronze au tournoi World Cup de Varsovie 2016.
- Médaille de bronze au tournoi Grand Prix de Düsseldorf 2017.
- Médaille de bronze au tournoi World Cup de Lisbonne 2018.
- Médaille d’or au tournoi international de Venray 2021.

Lola Mansour a été deux fois championne de Belgique.
| poids-moyens (-70 kg) | 2012 | 2013 | 2014 | 2015 | 2016 | 2017 |
| --------------------- | ---- | ---- | ---- | ---- | ---- | ---- |
| Chpt du monde         | x    | -    | -    | 33e  | x    | 33e  |
| Chpt d'Europe         | -    | -    | -    | 9e   | 17e  | 17e  |
| Chpt de Belgique      | 1re  | -    | 1re  | -    | -    | 2e   |

## Récompenses
- Mérites sportifs de la Communauté française : espoir féminin en 2010 et 2012.
- Espoir belge de l'année : 3e en 2012 et en 2014

- Lauréate Prix Jeune Public Brabant wallon de la Fondation Laure Nobels en 2018